# Huang Qiushuang
Huang Qiushuang, em chinês simplificado: 黄秋爽 (Xiangfan, 28 de maio de 1992) é uma ginasta chinesa que compete em provas de ginástica artística.
Huang fez parte da equipe chinesa que disputou o Mundial de Roterdã, em 2010, no qual conquistou a medalha de bronze por equipes. Na edição seguinte, ao lado das companheiras Jiang Yuyuan, Yao Jinnan, Lu Sui, Tan Sixin e He Kexin, foi novamente terceira colocada, superada pela seleção russa e norte-americana, prata e ouro, respectivamente. Por aparelhos, encerrou novamente medalhista de bronze na competição de sua especialidade, as barras assimétricas.

## Principais Resultados
| Ano  | Evento                                    | AA               | Equipe            | Salto sobre o cavalo | Trave | Barras assimétricas | Solo |
| ---- | ----------------------------------------- | ---------------- | ----------------- | -------------------- | ----- | ------------------- | ---- |
| 2010 | Campeonato Mundial de Ginástica Artística | 4°               | Medalha de bronze |                      |       | 6°                  |      |
| 2010 | Jogos Asiásticos                          | Medalha de prata | Medalha de ouro   | Medalha de ouro      |       | Medalha de prata    |      |
| 2011 | Campeonato Mundial de Ginástica Artística | 5°               | Medalha de bronze |                      |       | Medalha de bronze   |      |
| 2012 | Jogos Olímpicos                           | 7°               | 4°                |                      |       |                     |      |